# Stanisław Galicki
Stanisław Galicki, ros. Станислав Степанович Галицкий (ur. 21 października?/3 listopada 1911 w Kijowie, zm. 21 marca 1980 tamże) – Polak, generał major Armii Czerwonej i generał brygady Wojska Polskiego.

## Życiorys
Polak. Od listopada 1931 służył w Armii Czerwonej, absolwent Oficerskiej Szkoły Kawalerii w Tambowie. Pełnił różne funkcje szkoleniowe i dowódcze w Azji Środkowej. Walczył w wojnie radziecko-niemieckiej w latach 1941–1943 jako dowódca pułku kawalerii, piechoty i zastępca dowódcy dywizji piechoty, pułkownik z 1943.
W 1943 przeszedł szkolenie w Akademii Wojskowej im. Woroszyłowa w Moskwie. W lecie 1943 skierowany na stanowisko zastępcy dowódcy 2 Dywizji Piechoty do spraw polityczno-wychowawczych. Uczestnik bitwy pod Lenino. Od grudnia 1944 był dowódcą 3 Dywizji Piechoty, generał major z marca 1944. Po nieudanej próbie szturmu na Warszawę we wrześniu 1944 załamał się psychicznie i zrzekł dowodzenia. W 1945 został dowódcą 1 Szkolnej Dywizji Piechoty, przeformowanej po wojnie w 18 Dywizję Piechoty, dowódca 14 Dywizji Piechoty. W lutym 1946 powrócił do ZSRR, zdemobilizowany w 1951 roku.
Zmarł 3 listopada 1980. Został pochowany na wojskowym Cmentarzu Łukianowskim w Kijowie.

## Ordery i odznaczenia
- Order Krzyża Grunwaldu III klasy (15 lutego 1946)[4]
- Złoty Medal „Zasłużonym na Polu Chwały” (1943)
- Order Czerwonego Sztandaru (ZSRR, dwukrotnie w 1943)
- Order Czerwonej Gwiazdy (ZSRR, 1944)
- Medal „Za obronę Stalingradu” (ZSRR, 1943)
- Medal „Za zasługi bojowe” (ZSRR)